# Xavier Woods (Footballspieler)
Xavier Woods (* 26. Juli 1995 in Monroe, Louisiana) ist ein US-amerikanischer American-Football-Spieler auf der Position des Safeties. Aktuell steht er bei den Tennessee Titans unter Vertrag. Zuvor spielte er bereits von 2017 bis 2020 für die Dallas Cowboys, 2021 für die Minnesota Vikings und von 2022 bis 2024 für die Carolina Panthers in der National Football League (NFL).

## Frühe Jahre
Woods besuchte die West Monroe High School, für die er sowohl Football als auch Basketball spielte. Zunächst wurde er als Wide Receiver eingesetzt, wechselte in seinem 2. Jahr allerdings in die Defense und spielte hauptsächlich als Defensive End. In seinem 3. Jahr konnte er mit seiner Mannschaft die Meisterschaft im Staat Louisiana gewinnen. Nach seinem Highschoolabschluss erhielt Woods ein Stipendium der Louisiana Tech University, für die er von 2013 bis 2016 spielte, hauptsächlich als Free Safety. In den vier Jahren kam er auf insgesamt 272 Tackles, 4 Sacks, 6 erzwungene Fumbles und 14 Interceptions, aus denen er 2 Touchdowns erzielen konnte. Außerdem konnte er mit seiner Mannschaft verschiedene Titel gewinnen, wie den Heart of Dallas Bowl 2014, den New Orleans Bowl 2015 und den Armed Forces Bowl 2016. Woods persönlich wurde für seine Leistungen dreimal ins First-Team All-C-USA-Team gewählt.

## NFL

### Dallas Cowboys
Beim NFL-Draft 2017 wurde Woods in der 6. Runde an 191. Stelle von den Dallas Cowboys ausgewählt. In seinem ersten Jahr wurde er von Cheftrainer Jason Garrett zum Backup von Byron Jones auf der Position des Free Safeties ernannt. Zusätzlich wurde er in den Special Teams eingesetzt. Sein Debüt in der NFL gab er am 1. Spieltag der Saison 2017 beim 19:3-Sieg gegen die New York Giants. Am 12. November 2017 konnte er bei der 7:27-Niederlage gegen die Atlanta Falcons die erste Interception seiner Karriere von deren Quarterback Matt Ryan fangen. Daraufhin stand er am folgenden Spieltag bei der 9:37-Niederlage gegen die Philadelphia Eagles erstmals in der Startformation der Cowboys. Er beendete seine erste Saison mit 42 Tackles und einer Interception und kam in allen 16 Spielen zum Einsatz, davon viermal als Starter. In seinem zweiten Jahr wurde Woods zum Stammspieler auf der Position des Safeties für die Dallas Cowboys. Dabei konnte er mit den Dallas Cowboys insgesamt 10 Spiele gewinnen, während nur 6 Spiele verloren wurden. Somit konnten sie sich für die Playoffs qualifizieren. Sein Playoff-Debüt gab er am 5. Januar 2019 beim 24:22-Sieg gegen die Seattle Seahawks. In der nächsten Runde schieden die Cowboys allerdings gegen die Los Angeles Rams aus, sie verloren das Spiel mit 22:30.
Die Rolle des Free Safetys als Stammspieler behielt Woods auch in den folgenden Jahren. Am 1. Spieltag der Saison 2019 konnte er beim 35:17-Sieg gegen die New York Giants insgesamt 11 Tackles verzeichnen, bis dato sein Karrierehöchstwert und das erste Spiel mit über 10 Tackles seiner Karriere. Am 9. Spieltag wurde er nach einem 37:18-Sieg gegen die New York Giants zum NFC Defensive Player of the Week ernannt. In dem Spiel verzeichnete er drei Tackles sowie eine Interception von Quarterback Daniel Jones und konnte zusätzlich einen Fumble von ihm erzwingen, den sein Teamkollege Darian Thompson aufnehmen konnte. In der Saison 2020 blieb er Stammspieler, seine Leistungen flachten jedoch etwas ab. So konnte er keine einzige Interception fangen, am 12. Spieltag bei der 16:41-Niederlage gegen das Washington Football Team verzeichnete er jedoch 10 Tackles.

### Minnesota Vikings
Am 29. März 2021 einigte er sich mit den Minnesota Vikings auf einen Vertrag. Dort wurde er direkt in seiner ersten Saison zum Stammspieler in der Defense. So gab er sein Debüt am 1. Spieltag der Saison 2021 bei der 24:27-Niederlage gegen die Cincinnati Bengals, bei der er auch fünf Tackles verzeichnen konnte. Bei der 33:34-Niederlage gegen die Arizona Cardinals in der folgenden Woche konnte er auch direkt seine erste Interception für die Vikings fangen, als er im dritten Quarter einen Pass von Kyler Murray abfing. Bei der 7:14-Niederlage gegen die Cleveland Browns am 4. Spieltag konnte er mit 11 Tackles seinen Karrierehöchstwert egalisieren. Seine zweite Interception fing er am 8. Spieltag bei der 16:20-Niederlage gegen die Dallas Cowboys von Cooper Rush, den er auch einmal sacken und somit den ersten Sack seiner Karriere erreichen konnte. Am 16. Spieltag konnte er bei der 23:30-Niederlage gegen die Los Angeles Rams die dritte Interception der Saison von Matthew Stafford fangen. Mit insgesamt drei Interceptions in der Saison fing er zusammen mit Anthony Barr die meisten der Vikings.

### Carolina Panthers
Im März 2022 nahmen die Carolina Panthers Woods unter Vertrag. Bei den Panthers unterschrieb er einen Vertrag über drei Jahre. Direkt am 1. Spieltag der Saison 2022 wurde er Starter in der Defense der Panthers und konnte beim Spiel gegen die Cleveland Browns 10 Tackles verzeichnen. Am folgenden Spieltag gelangen ihm bei der 16:19-Niederlage gegen die New York Giants sogar 11 Tackles, wodurch er erneut an seinen damaligen Karrierehöchstwert kam. In der restlichen Saison blieb Woods auch Stammspieler in der Defense der Panthers, konnte jedoch an diese vielen Tackles pro Spiel nicht anknüpfen. Insgesamt war er nichtsdestotrotz ein wichtiger Bestandteil der Defense der Panthers in dieser Saison. Auch in die Saison 2023 blieb Woods Stammspieler in der Defense der Panthers, er verpasste lediglich drei Spiele verletzungsbedingt. Am 13. Spieltag konnte er eine Interception bei der 18:21-Niederlage gegen die Tampa Bay Buccaneers von Baker Mayfield fangen, es war seine erste Interception im Trikot der Panthers. Zwei Spiele später fing er beim 9:7-Sieg gegen die Atlanta Falcons erneut eine Interception. In einer sehr schlechten Saison seiner Mannschaft, die Panthers gewannen lediglich zwei Spiele und beendeten die Saison als schlechtestes Team der Liga, konnte Woods durch seine zwei Interceptions die meisten in seinem Team verzeichnen. Auch in der Saison 2024 konnten sich die Panthers jedoch kaum verbessern und blieben eines der schlechtesten Teams in der Liga. Woods hingegen entwickelte sich zum statistisch besten Spieler in der Defense: Mit 119 Tackles und drei Interceptions in der Saison führte er seine Mannschaft in beiden Kategorien an. Am 17. Spieltag konnte er bei der 14:48-Niederlage gegen die Tampa Bay Buccaneers insgesamt 12 Tackles verzeichnen und somit einen neuen Karrierebestwert aufstellen.

### Tennessee Titans
Nach Ablauf seines Vertrags in Carolina unterschrieb Woods im März 2025 einen Vertrag bei den Tennessee Titans.

## Karrierestatistiken
| Legende | Legende            |
| ------- | ------------------ |
| Fett    | Karrierehöchstwert |

### Regular Season
| Saison                             | Team             | Spiele | Spiele  | Tackles | Tackles | Tackles | Tackles | Interceptions | Interceptions | Interceptions | Interceptions | Interceptions | Interceptions | Fumbles | Fumbles | Fumbles |
| Saison                             | Team             | Gesamt | Starter | Gesamt  | Solo    | Assist  | Sack    | PD            | Int           | Yards         | Avg           | Lang          | TD            | FF      | FR      | TD      |
| ---------------------------------- | ---------------- | ------ | ------- | ------- | ------- | ------- | ------- | ------------- | ------------- | ------------- | ------------- | ------------- | ------------- | ------- | ------- | ------- |
| 2017                               | Cowboys          | 16     | 4       | 42      | 33      | 9       | 0,0     | 3             | 1             | 7             | 7,0           | 7             | 0             | 0       | 1       | 0       |
| 2018                               | Cowboys          | 14     | 14      | 56      | 39      | 17      | 0,0     | 9             | 2             | 15            | 7,5           | 15            | 0             | 1       | 0       | 0       |
| 2019                               | Cowboys          | 15     | 15      | 77      | 52      | 25      | 0,0     | 5             | 2             | 38            | 19,0          | 29            | 0             | 2       | 1       | 0       |
| 2020                               | Cowboys          | 15     | 15      | 72      | 48      | 24      | 0,0     | 1             | 0             | 0             | 0,0           | 0             | 0             | 0       | 0       | 0       |
| 2021                               | Vikings          | 17     | 17      | 108     | 72      | 36      | 1,0     | 10            | 3             | 54            | 18,0          | 27            | 0             | 2       | 0       | 0       |
| 2022                               | Panthers         | 15     | 15      | 86      | 53      | 33      | 0,0     | 6             | 0             | 0             | 0,0           | 0             | 0             | 0       | 2       | 0       |
| 2023                               | Panthers         | 14     | 14      | 61      | 39      | 22      | 0,0     | 7             | 2             | −1            | −0,5          | 2             | 0             | 0       | 1       | 0       |
| 2024                               | Panthers         | 17     | 17      | 119     | 72      | 47      | 0,0     | 6             | 3             | 70            | 23,3          | 33            | 0             | 0       | 0       | 0       |
| Gesamte Karriere                   | Gesamte Karriere | 123    | 111     | 621     | 408     | 213     | 1,0     | 47            | 13            | 183           | 14,1          | 33            | 0             | 5       | 5       | 0       |
| Quelle: pro-football-reference.com |                  |        |         |         |         |         |         |               |               |               |               |               |               |         |         |         |

### Postseason
| Saison                             | Team    | Spiele | Spiele  | Tackles | Tackles | Tackles | Tackles | Interceptions | Interceptions | Interceptions | Interceptions | Interceptions | Interceptions | Fumbles | Fumbles | Fumbles |
| Saison                             | Team    | Gesamt | Starter | Gesamt  | Solo    | Assist  | Sack    | PD            | Int           | Yards         | Avg           | Lang          | TD            | FF      | FR      | TD      |
| ---------------------------------- | ------- | ------ | ------- | ------- | ------- | ------- | ------- | ------------- | ------------- | ------------- | ------------- | ------------- | ------------- | ------- | ------- | ------- |
| 2018                               | Cowboys | 2      | 2       | 10      | 7       | 3       | 0,0     | 0             | 0             | 0             | 0             | 0             | 0             | 0       | 0       | 0       |
| Total                              | Total   | 2      | 2       | 10      | 7       | 3       | 0,0     | 0             | 0             | 0             | 0             | 0             | 0             | 0       | 0       | 0       |
| Quelle: pro-football-reference.com |         |        |         |         |         |         |         |               |               |               |               |               |               |         |         |         |